# Frente Popular para la Liberación de Palestina-Comando Especial
El Frente Popular para la Liberación de Palestina-Comando Especial fue una escisión minoritaria del grupo ultraradical FPLP-ME. No debe confundirse a ninguno de estos dos grupos con otras facciones palestinas mucho más asentadas como el FPLP o el FPLP-CG.

## Historia
El FPLP-CE se formó en 1978, tras la muerte del doctor Wadi Haddad, el líder y fundador del FPLP-ME. El grupo nunca estuvo integrado en la OLP y no está claro si contaban con un programa político definido. El grupo reivindicó varios atentados con bomba contra civiles en Europa occidental, posiblemente apoyados por los gobiernos de Libia, Irak o Siria. Se cree que dejaron de operar en los años 1980 del  siglo XX.